# Воскресенский сельский совет (Новотроицкий район)
Воскресенский сельский совет (укр. Воскресенська сільська рада) — входит в состав
Новотроицкого района
Херсонской области
Украины.
Административный центр сельского совета находится в 
с. Воскресенка
.

## История
- 1943 — дата образования.

## Населённые пункты совета
- с. Воскресенка